# Кирияко Търповски
Кирияко (Киряк) Търповски е български учител и революционер, костурски войвода на Вътрешната македоно-одринска революционна организация.

## Биография
Кирияко Търповски е роден в костурското село Дъмбени, тогава в Османската империя, днес Дендрохори, Гърция. По професия е учител. Присъединява се към ВМОРО и оглавява дъмбенския революционен комитет. Участва в Илинденско-Преображенско въстание в 1903 година и е избран за запасен член на Костурското горско началство.